# Universidad Técnica Federico Santa María
Universidad Técnica Federico Santa María är ett universitet i Chile. Det ligger i provinsen Provincia de Valparaíso och regionen Región de Valparaíso, i den södra delen av landet, 100 km nordväst om huvudstaden Santiago de Chile.